# Cầu diệp nâu tía
Cầu diệp nâu tía (danh pháp hai phần: Bulbophyllum atrosanguineum) là một loài phong lan thuộc chi Bulbophyllum. Đây là loài đặc hữu của Việt Nam.